# Valentyna Kozyr
Valentyna Vasylivna Kozyr, coniugata Avilova (in ucraino Валентина Василівна Козир-Авілова?, in russo Валентина Васильевна Козырь-Авилова?, Valentina Vasil'evna Kozyr'-Avilova; Černivci, 25 aprile 1950), è un'ex altista sovietica, vincitrice della medaglia di bronzo ai Giochi olimpici di Città del Messico nel 1968.

## Biografia
Alle olimpiadi tenutesi a Città del Messico nel 1968 nella gara di salto in alto giunse in terza posizione venendo superata dalla ceca Miloslava Rezkova (medaglia d'oro con 1,82) e dalla russa Antonina Okorokova. 
Sposò Mykola Avilov.

## Palmarès
| Anno | Manifestazione             | Sede              | Evento        | Risultato | Prestazione | Note |
| ---- | -------------------------- | ----------------- | ------------- | --------- | ----------- | ---- |
| 1968 | Giochi della XIX Olimpiade | Città del Messico | Salto in alto | Bronzo    | 1,80        |      |